# Isidre Esteve i Pujol
Isidre Esteve i Pujol   (Oliana, 15 de maig de 1972) és un ex-pilot de motociclisme català que competeix actualment en curses de ral·li raid per a automòbils, principalment al Ral·li Dakar. Abans de passar a aquesta modalitat, Esteve havia destacat en competicions d'enduro.

## Biografia

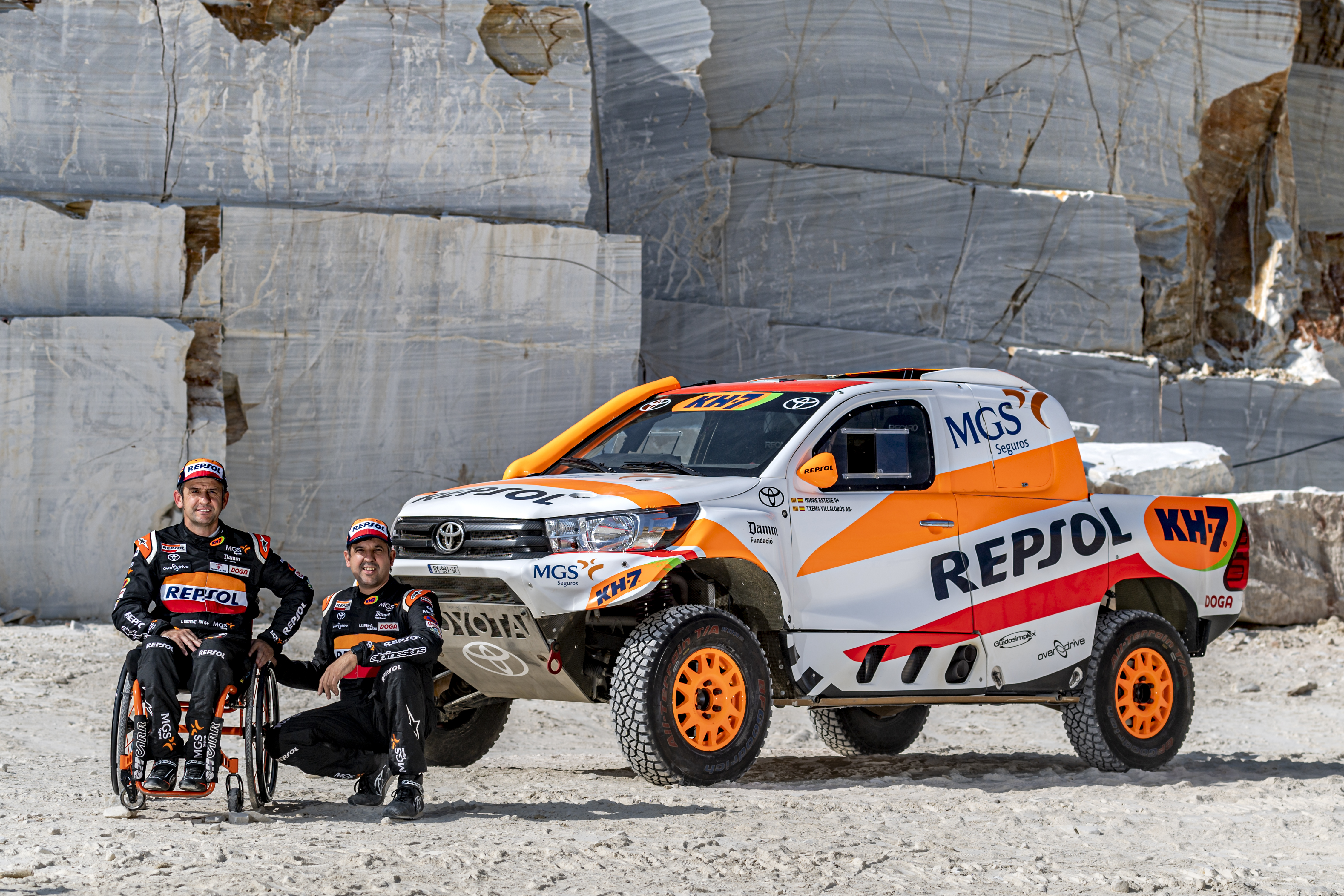
Esteve amb el seu copilot Txema Villalobos i el Toyota Hi-Lux el 2020

La seua infantesa la va passar a Oliana, on la seva família regenta un restaurant. Aquesta població, juntament amb la vila veïna de Ponts, acull cada any l'enduro del Segre, puntuable per al Campionat d'Espanya. Aquí és on va començar a interessar-se pel món del fora d'asfalt, conegut també com a off road. Esteve va iniciar la seva trajectòria motociclista amb la marca TM, passant a córrer després amb Gas Gas, Honda, Yamaha i KTM. D'aquesta darrera marca en va ser pilot oficial tretze temporades.
El primer títol en la disciplina de l'enduro el va aconseguir a l'estatal júnior de 80 cc, l'any 1990. El 1992 fou Campió d'Espanya d'aquesta mateixa cilindrada en la categoria màxima, i el 1993 es va quedar a només 17 segons de guanyar els Sis Dies Internacionals d'Enduro (campionat del món per a conjunts estatals). El 1995 fou subcampió d'Europa i quatre anys més tard, el 1999, va guanyar el Campionat d'Espanya en la cilindrada de 125 cc. Entre el 1999 i el 2005 va guanyar cinc campionats d'Espanya de Ral·li TT.
Al llarg de deu edicions ha estat participant en el Ral·li Dakar, on la seva millor classificació la va obtenir els anys 2001 i 2005, quedant en quarta posició final. En l'edició de la cursa africana del 2006 va estar liderant la cursa durant moltes etapes a més de 21 minuts del segon, però a quatre dies de finalitzar va tenir un accident i no va poder arribar a les platges de Dakar. Tot i no guanyar el ral·li fundat per Thierry Sabine, sempre se'l recordarà per haver estat el primer pilot privat de la història del Paris-Dakar en guanyar una etapa: Esteve es va imposar en la quinzena etapa de l'edició de l'any 2000.
En el seu palmarès també hi havia el rècord de victòries a la Baja Aragón (superat més tard per Nani Roma). Va guanyar la seva primera Baja el 1998 i va repetir els anys 2000, 2001, 2003, 2005 i 2006, sempre amb la marca KTM. L'any 2007 l'organització de la prova va retirar el dorsal número 1 en homenatge al pilot de l'Alt Urgell.

### L'accident del 2007
El 24 de març del 2007 va patir una greu lesió mentre participava en el Ral·li d'Almeria, de resultes de la qual es va fracturar les vèrtebres T7 i T8 i quedà paraplègic. Tot i així, un cop recuperat i adaptat a la seva nova situació, ha seguit competint tot pilotant automòbils adaptats, havent participat per exemple a l'edició 2009 del Ral·li Dakar amb un Ssangyong Kyron.